# Opera (metropolitana di Budapest)
Opera è una stazione della linea M1 della metropolitana di Budapest.
È situata all'interno del VI distretto, nei pressi del Teatro dell'Opera di Budapest. Sorge sul percorso della linea M1, tra le stazioni Bajcsy-Zsilinszky út e Oktogon.
Aprì i battenti nel 1896, così come gran parte delle attuali stazioni della M1.
La stazione si trova ad una profondità di circa tre metri sotto il livello del suolo. La sede per i binari è unica e sui due lati si trovano le banchine per le rispettive direzioni.

## Interscambi
Nelle vicinanze della stazione effettuano fermata alcune linee urbane automobilistiche.
- Fermata filobus
- Fermata autobus